# 黄荣良故居
黄荣良故居，又称黄郭相霞居址，为原北京政府外交部佥事、北京政府外交部特派直隶交涉员、北京政府敌国财产管理局局长、外交部特派直隶交涉员、中华民国驻国际联盟代表黄荣良在天津的旧居，始建于20世纪20年代后期，坐落于当时天津法租界的丰领事路（今和平区赤峰道72号），目前是天津市和平区文物保护单位和重点保护等级历史风貌建筑。在张连志将其改造后，又称瓷房子。

## 建筑

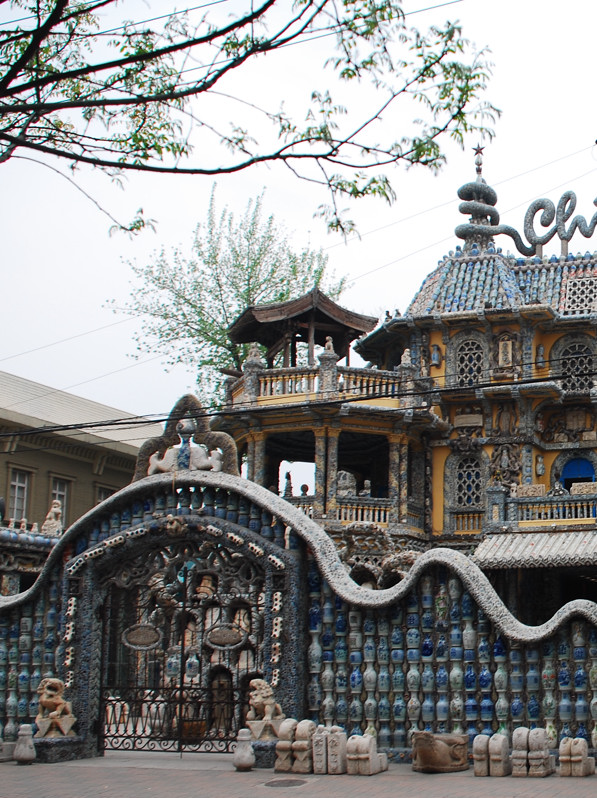
瓷房子

黄荣良故居建筑面积为4200平方米，原为四层砖木结构法式楼房，有意大利式外廊，原是一座具有折中主义建筑风格的法式洋房。

## 改造工程
2002年，天津粤唯鲜文化产业投资集团总裁张连志买下黄荣良故居并对其外延进行大规模改造，张连志将其收藏的6亿多片以汝、官、哥、定、钧、元、明、清、青花、粉彩、窑变为主的古瓷片，13000多件古瓷瓶、古瓷盘、古瓷碗、300多尊北魏、北齐、大唐等各个朝代的石雕造像，300多件汉白玉石狮子，300多个明清时代的瓷猫枕和20多吨水晶玛瑙为黄荣良故居进行修饰。工匠在打造瓷房子的时候，每领取一批瓷片都需作详细登记。2007年9月3日，瓷房子开业。美国《赫芬顿邮报》因“贴满瓷片、美伦美奂”将其评选为世界15个设计最为独特的博物馆之一。截止到2008年，瓷房子已经使用了超过7亿片的陶瓷片用于装饰，2008年后这一数字还在增加。

## 破坏文物争议
2005年，黄荣良故居被列入第二批天津市历史风貌建筑，其历史风貌受到法规保护。而该建筑的新主张连志在其建筑内外装饰瓷片的行为涉嫌破坏文物并违反《天津历史风貌建筑保护条例》的规定。因此，黄荣良故居改建的瓷房子备受争议，而张连志对破坏文物的质疑和批评持否认态度。